# Anita D'Orazio
Anita D'Orazio, ogift Palm, född 23 september 1936 i Norrtälje församling i Stockholms län, har arbetat som SFI-lärare för invandrare.
Hon är en mångårig företrädare för Stockholms Asylkommitté och FARR (Flykting och Asylkommittéernas Riksråd) som hon var med och bildade. 1995 var hon med och startade den första vårdmottagningen för papperslösa och gömda flyktingar i Sverige under organisationen Läkare i Världen där hon ännu är aktiv (2003) D'Orazio har också under många år varit engagerad i Fristadsfonden (startad av Vänsterpartiet år 1995) som finansierar juridiskt stöd i flyktingärenden. År 2009 var hon en av dem som startade Etikkommissionen i Sverige, vars ordförande hon är sedan 2018.

## Utmärkelser
2006 fick hon Hoola Bandoola Bands Pris till Björn Afzelius minne. Anita D'Orazio blev 2008 av tidningen Fokus utsedd till Årets svensk för sitt 42-åriga arbete för flyktingars rättigheter. Teskedsorden delade ut sitt första stipendium till D'Orazio den 17 november 2008.  D'Orazio var styrelsemedlem i Charta 2008 (2010 - 2019). 2016 fick D'Orazio priset Årets Livsgärning på Svenska hjältars gala.

## Privatliv
Anita D'Orazio är dotter till artisten Anders Palm och Anna-Lisa, ogift Lyzell. Hon var till 1973 gift med Gaetanio D'Orazio (född 1929) och är mor till Angela D'Orazio (född 1962) och barnskådespelaren Daniele "Lele" D'Orazio (född 1967).